# The Stolen Kiss

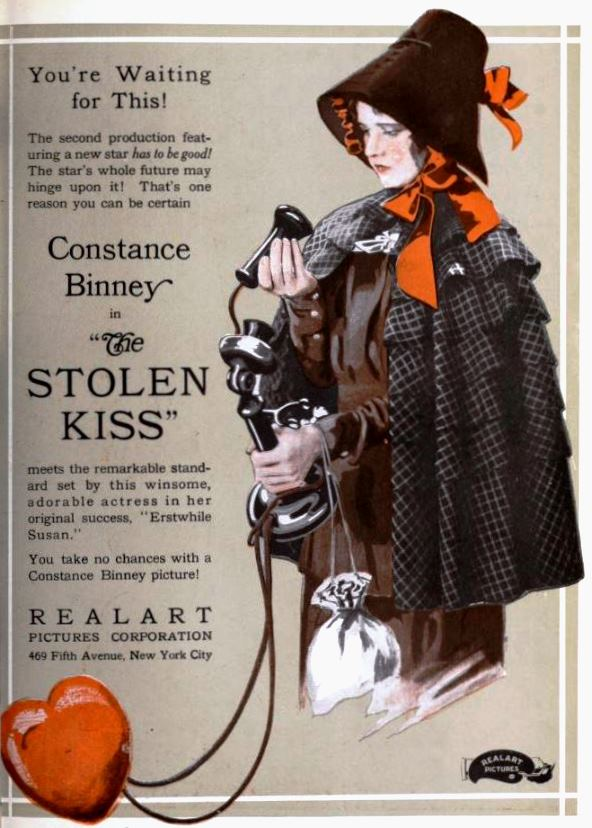
Annonce du film dans Exhibitors Herald.

The Stolen Kiss est un film américain réalisé par Kenneth Webb et sorti en 1920. Une copie est préservée au British Film Institute.

## Synopsis
Une jeune fille et un jeune garçon, qui se côtoient enfants, finissent par grandir séparément. Leurs retrouvailles créeront des émotions nouvelles.

## Fiche technique
- Réalisation : Kenneth Webb
- Scénario : Kathryn Stuart
- Production : 	Realart
- Photographie : George J. Folsey, Harry Stradling
- Durée : 50 minutes (5 bobines)[2]
- Date de sortie : 
  - États-Unis : 4 avril 1920

## Distribution

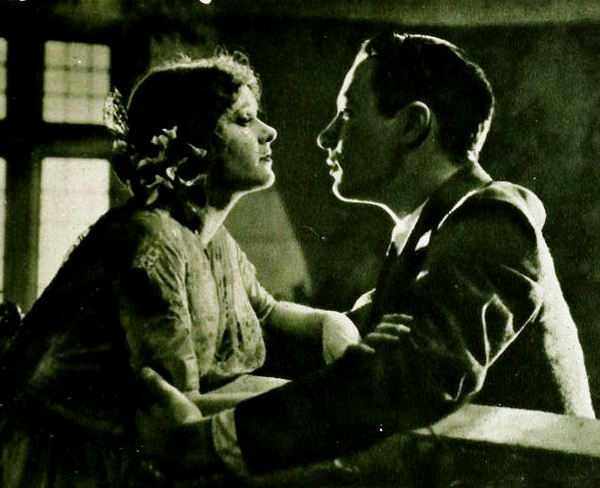
Constance Binney et Rod La Rocque.

- Constance Binney : Felicia Day / Octavia, sa mère
- Rod La Rocque : Dudley Hamilt
- George Backus : Maj. Trenton
- Bradley Barker : John Ralph
- Robert Schable : Allen Graemer
- Frank Losee : Peter Alden
- Richard Carlyle : James Burrell
- Edyna Davies as Dulcie